# Woyzeck

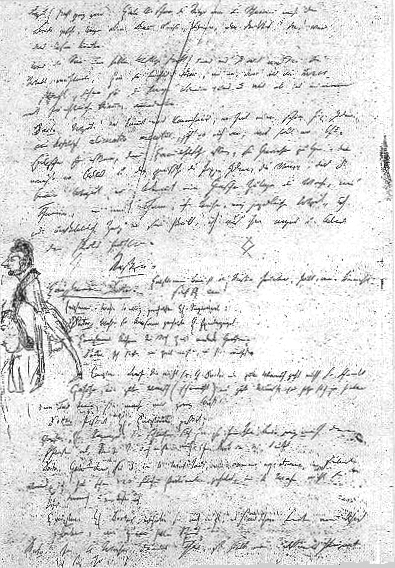
Schetsen van Woyzeck.

Woyzeck is een drama van de Duitse schrijver Georg Büchner uit het jaar 1837. Het was het laatste dat Büchner voor zijn dood heeft geschreven, maar het is daardoor niet voltooid. Georgs broers Ludwig en Alexander hebben de nagelaten fragmenten deels ontcijferd in 1850, maar tot een publicatie ervan kwam het aanvankelijk niet. Pas in 1875 ondernam de Oostenrijkse auteur Karl Emil Franzos een nieuwe poging tot ontcijferen en publiceerde het resultaat deels in 1875 en volledig in 1878. In 1880 werd het werk door Franzos opgenomen in de verzamelde werken van Büchner, maar verkeerdelijk onder de titel Wozzeck. Die versie vormde de basis voor latere edities waarvan ook Alban Berg gebruikmaakte voor zijn operalibretto. Later volgden een aantal gecorrigeerde edities van het stuk, met de juiste benaming van het hoofdpersonage.
Woyzeck wordt gerekend tot de klassieken van de Duitstalige literatuur. Het theaterstuk werd pas voor het eerst opgevoerd op 8 november 1913 in het Residenztheater in München in een regie van Edgar Steiger.
Voor het verhaalmateriaal deed Büchner een beroep op de waargebeurde geschiedenis van de soldaat Johann Christian Woyzeck, die na de moord op zijn vriendin Johanna Christiane Woost op 2 juni 1821 en zijn gevangenschap op de markt van Leipzig met het zwaard ter dood werd gebracht (27 augustus 1824). Büchners interesse ging vooral uit naar het feit dat er aan de veroordeling van Woyzeck een discussie voorafging in welke mate Woyzeck toerekeningsvatbaar kon worden verklaard. Een van de centrale thema's in het stuk is de vraag in welke mate de maatschappelijke druk medeverantwoordelijk is voor de labiele psychische toestand waarin Woyzeck is terechtgekomen.

## Beknopte samenvatting
Woyzeck is een jonge soldaat met een moeilijk leven, doordat hij niet veel geld verdient. Hij woont samen met Marie en een kind en tracht hen beiden te onderhouden. Daarvoor laat hij zich ook gebruiken als proefkonijn van een experimenteerlustige dokter en wordt hij uitgebuit door een garnizoenskapitein die hem kleine opdrachten geeft. Wanneer Marie een verhouding begint met een tamboer-majoor, doodt Woyzeck haar ten slotte uit jaloezie en pleegt zelfmoord.

## Uitvoeringen
- Alban Berg componeerde zijn opera Wozzeck op het verhaal. Het is de bekendste vertolking van het drama.
- Robert Wilson schreef een theaterversie in samenwerking met Tom Waits en diens vrouw Kathleen Brennan voor muziek en liedteksten.
- Werner Herzog verfilmde het verhaal. De film Woyzeck verscheen in 1979.
- Ook János Szász verfilmde het verhaal. Deze tweede film Woyzeck werd in 1994 uitgebracht.
- Eric De Volder heeft voor NTGent een theaterversie geschreven en deze 'Frans Woyzeck' genoemd. Het stuk speelde in seizoen 2010/2011.